# Comuni del Sergipe

Lo Stato del Sergipe, in Brasile

Segue un elenco dei 74 comuni dello stato brasiliano del Sergipe (SE).
| #  | Comune                   | Microregione                          | Mesoregione       | Area (km²) | Popolazione | Densità |
| -- | ------------------------ | ------------------------------------- | ----------------- | ---------- | ----------- | ------- |
| 1  | Amparo de São Francisco  | Propriá                               | Leste Sergipano   | 35,17      | 2.197       | 62,47   |
| 2  | Aquidabã                 | Nossa Senhora das Dores               | Agreste Sergipano | 370,2      | 19.201      | 51,87   |
| 3  | Arauá                    | Boquim                                | Leste Sergipano   | 194,6      | 11.649      | 59,86   |
| 4  | Areia Branca             | Agreste de Itabaiana                  | Agreste Sergipano | 128        | 16.072      | 125,56  |
| 5  | Barra dos Coqueiros      | Aracaju                               | Leste Sergipano   | 87,96      | 19.218      | 218,49  |
| 6  | Boquim                   | Boquim                                | Leste Sergipano   | 214        | 24.478      | 114,38  |
| 7  | Brejo Grande             | Propriá                               | Leste Sergipano   | 149,2      | 7.764       | 52,04   |
| 8  | Campo do Brito           | Agreste de Itabaiana                  | Agreste Sergipano | 200,8      | 16.176      | 80,56   |
| 9  | Canhoba                  | Propriá                               | Leste Sergipano   | 165,8      | 3.878       | 23,39   |
| 10 | Canindé de São Francisco | Sergipana del Sertão do São Francisco | Sertão Sergipano  | 908,2      | 21.813      | 24,02   |
| 11 | Capela                   | Cotinguiba                            | Leste Sergipano   | 167,1      | 27.907      | 167,01  |
| 12 | Carira                   | Carira                                | Sertão Sergipano  | 634,6      | 18.965      | 29,89   |
| 13 | Carmópolis               | Baixo Cotinguiba                      | Leste Sergipano   | 40         | 11.899      | 297,48  |
| 14 | Cedro de São João        | Propriá                               | Leste Sergipano   | 734,6      | 5.358       | 7,29    |
| 15 | Cristinápolis            | Boquim                                | Leste Sergipano   | 251,3      | 15.861      | 63,12   |
| 16 | Cumbe                    | Nossa Senhora das Dores               | Agreste Sergipano | 131,4      | 3.741       | 28,47   |
| 17 | Divina Pastora           | Cotinguiba                            | Leste Sergipano   | 93         | 4.198       | 45,14   |
| 18 | Estância                 | Estância                              | Leste Sergipano   | 649,6      | 61.368      | 94,47   |
| 19 | Feira Nova               | Sergipana del Sertão do São Francisco | Sertão Sergipano  | 189,3      | 5.674       | 29,97   |
| 20 | Frei Paulo               | Carira                                | Sertão Sergipano  | 406,8      | 12.590      | 30,95   |
| 21 | Gararu                   | Sergipana del Sertão do São Francisco | Sertão Sergipano  | 640,4      | 11.606      | 18,12   |
| 22 | General Maynard          | Baixo Cotinguiba                      | Leste Sergipano   | 18,1       | 2.785       | 153,87  |
| 23 | Graccho Cardoso          | Sergipana del Sertão do São Francisco | Sertão Sergipano  | 236,2      | 5.521       | 23,37   |
| 24 | Ilha das Flores          | Propriá                               | Leste Sergipano   | 57,62      | 8.598       | 149,22  |
| 25 | Indiaroba                | Estância                              | Leste Sergipano   | 311,4      | 17.043      | 54,73   |
| 26 | Itabaiana                | Agreste de Itabaiana                  | Agreste Sergipano | 338,4      | 83.167      | 245,77  |
| 27 | Itabaianinha             | Boquim                                | Leste Sergipano   | 480,4      | 37.431      | 77,92   |
| 28 | Itabi                    | Sergipana del Sertão do São Francisco | Sertão Sergipano  | 202,9      | 4.736       | 23,34   |
| 29 | Itaporanga d'Ajuda       | Estância                              | Leste Sergipano   | 757,28     | 28.122      | 37,14   |
| 30 | Japaratuba               | Japaratuba                            | Leste Sergipano   | 374        | 15.473      | 41,37   |
| 31 | Japoatã                  | Japaratuba                            | Leste Sergipano   | 397,4      | 13.583      | 34,18   |
| 32 | Lagarto                  | Agreste de Lagarto                    | Agreste Sergipano | 962,5      | 88.989      | 92,46   |
| 33 | Laranjeiras              | Baixo Cotinguiba                      | Leste Sergipano   | 163,4      | 23.923      | 146,41  |
| 34 | Macambira                | Agreste de Itabaiana                  | Agreste Sergipano | 137,4      | 6.326       | 46,04   |
| 35 | Malhada dos Bois         | Nossa Senhora das Dores               | Agreste Sergipano | 59,3       | 3.687       | 62,18   |
| 36 | Malhador                 | Agreste de Itabaiana                  | Agreste Sergipano | 102,2      | 11.728      | 114,76  |
| 37 | Maruim                   | Baixo Cotinguiba                      | Leste Sergipano   | 95,2       | 15.150      | 159,14  |
| 38 | Moita Bonita             | Agreste de Itabaiana                  | Agreste Sergipano | 95,7       | 10.910      | 114,00  |
| 39 | Monte Alegre de Sergipe  | Sergipana del Sertão do São Francisco | Sertão Sergipano  | 418,5      | 13.189      | 31,51   |
| 40 | Muribeca                 | Nossa Senhora das Dores               | Agreste Sergipano | 82         | 7.196       | 87,76   |
| 41 | Neópolis                 | Propriá                               | Leste Sergipano   | 249,9      | 18.829      | 75,35   |
| 42 | Nossa Senhora Aparecida  | Carira                                | Sertão Sergipano  | 347,1      | 8.517       | 24,54   |
| 43 | Nossa Senhora da Glória  | Sergipana del Sertão do São Francisco | Sertão Sergipano  | 745,5      | 29.545      | 39,63   |
| 44 | Nossa Senhora das Dores  | Nossa Senhora das Dores               | Agreste Sergipano | 482,6      | 23.815      | 49,35   |
| 45 | Nossa Senhora de Lourdes | Propriá                               | Leste Sergipano   | 88,6       | 6.296       | 71,06   |
| 46 | Nossa Senhora do Socorro | Aracaju                               | Leste Sergipano   | 157,2      | 148.325     | 943,54  |
| 47 | Pacatuba                 | Japaratuba                            | Leste Sergipano   | 407,3      | 12.373      | 30,38   |
| 48 | Pedra Mole               | Carira                                | Sertão Sergipano  | 79         | 2.779       | 35,18   |
| 49 | Pedrinhas                | Boquim                                | Leste Sergipano   | 39,93      | 8.389       | 210,09  |
| 50 | Pinhão                   | Carira                                | Sertão Sergipano  | 152,7      | 5.587       | 36,59   |
| 51 | Pirambu                  | Japaratuba                            | Leste Sergipano   | 199,2      | 8.211       | 41,22   |
| 52 | Porto da Folha           | Sergipana del Sertão do São Francisco | Sertão Sergipano  | 895,1      | 26.509      | 29,62   |
| 53 | Poço Redondo             | Sergipana del Sertão do São Francisco | Sertão Sergipano  | 1.220      | 28.962      | 23,74   |
| 54 | Poço Verde               | Tobias Barreto                        | Agreste Sergipano | 380,7      | 21.083      | 55,38   |
| 55 | Propriá                  | Propriá                               | Leste Sergipano   | 95,51      | 27.487      | 287,79  |
| 56 | Riachuelo                | Baixo Cotinguiba                      | Leste Sergipano   | 78,6       | 9.085       | 115,59  |
| 57 | Riachão do Dantas        | Agreste de Lagarto                    | Agreste Sergipano | 528,4      | 19.034      | 36,02   |
| 58 | Ribeirópolis             | Carira                                | Sertão Sergipano  | 263        | 15.673      | 59,59   |
| 59 | Rosário do Catete        | Baixo Cotinguiba                      | Leste Sergipano   | 103,8      | 8.518       | 82,06   |
| 60 | Salgado                  | Boquim                                | Leste Sergipano   | 255,8      | 18.572      | 72,60   |
| 61 | Santa Luzia do Itanhy    | Estância                              | Leste Sergipano   | 336,2      | 13.097      | 38,96   |
| 62 | Santa Rosa de Lima       | Cotinguiba                            | Leste Sergipano   | 66,2       | 3.846       | 58,10   |
| 63 | Santana do São Francisco | Propriá                               | Leste Sergipano   | 47,22      | 6.596       | 139,69  |
| 64 | Santo Amaro das Brotas   | Baixo Cotinguiba                      | Leste Sergipano   | 237,9      | 11.652      | 48,98   |
| 65 | Simão Dias               | Tobias Barreto                        | Agreste Sergipano | 560,8      | 37.141      | 66,23   |
| 66 | Siriri                   | Cotinguiba                            | Leste Sergipano   | 167,1      | 7.612       | 45,55   |
| 67 | São Cristóvão            | Aracaju                               | Leste Sergipano   | 432,4      | 71.931      | 166,35  |
| 68 | São Domingos             | Agreste de Itabaiana                  | Agreste Sergipano | 102,3      | 10.079      | 98,52   |
| 69 | São Francisco            | Japaratuba                            | Leste Sergipano   | 86,8       | 2.874       | 33,11   |
| 70 | São Miguel do Aleixo     | Nossa Senhora das Dores               | Agreste Sergipano | 143,3      | 3.658       | 25,53   |
| 71 | Telha                    | Propriá                               | Leste Sergipano   | 56,51      | 2.859       | 50,59   |
| 72 | Tobias Barreto           | Tobias Barreto                        | Agreste Sergipano | 1.119,1    | 47.239      | 42,21   |
| 73 | Tomar do Geru            | Boquim                                | Leste Sergipano   | 287,66     | 12.884      | 44,79   |
| 74 | Umbaúba                  | Boquim                                | Leste Sergipano   | 124,11     | 20.536      | 165,47  |